# ОШ „9. мај” Рељан
ОШ „9. мај” у Рељану, једна је од установа основног образовања на територији општине Прешево.